# الثورة الفلسطينية (مجلة)
الثورة الفلسطينية هي مجلةٌ سياسية شهرية فلسطينية أصدرتها حركة فتح في عمان في 11 تشرين الثاني 1967 حتى كانون الأول 1971. وصدر منها 58 عدد.

## الإصدار
صدرت المجلة عن مكتب حركة التحرير الفلسطيني (فتح) الإعلامي، وقد صدر العدد الأول منها في مطلع تشرين الثاني 1967، واستمرت في الصدور في فترة الوجود الفلسطيني المسلّح في الأردن، وصدر عددها الأخير، وهو العدد 31، في كانون الثاني 1971، وخصص لذكرى مرور ستة أعوام على انطلاقة الثورة الفلسطينية. بعدها اكتفت الحركة بجريدتها الأسبوعية “فتح”. صدرت المجلة أولا في دمشق وانتقلت هيئة تحريرها إلى عمان في عام 1970.

## المحتويات
في البداية كانت “الثورة الفلسطينية” مجرد نشرة إخبارية في ثمان وعشرين صفحة من القطع الكبير، وتضمنت أصداء العمليات العسكرية لحركة المقاومة الفلسطينية في الصحف العربية والعالمية مع التركيز على العمليات التي يخوضها مقاتلو “فتح”، إلى جانب كلمة العدد، وركن “من منطلقاتنا الثورية”، وبعض القصائد، ولمحات من التاريخ الوطني الفلسطيني. على أن المجلة سرعان ما أفسحت في صفحاتها مكاناً للدراسات والمقالات على حساب المادة الإخبارية.

## أغلفة أعداد
|  |  |  |  |  |
|  |  |  |  |  |